# Сеат леон
Сеат леон  (шп. Seat León) је компактни аутомобил који производи шпанска фабрика аутомобила Сеат. Производи се од 1999. године. Тренутно се производи четврта генерација. Име је добио по шпанском граду Леону, који се налази у покрајини Кастиља и Леон. Заснован је на механичкој платформи Фолксваген голфа, Шкоде октавије и Аудија А3, и са дизајнерским стилом ентеријера коју користи А3.
Сеат Леон четврте генерације продаје се истовремено у хечбек и караван верзији. У односу на свог претходника 17мм је шири и 3 мм нижи, дужина је већа за 86мм, а међуосовинско растојање је повећано за 50мм. Мотор у основној верзији је литарски троцилиндраш од 110 коњских снага са шестостепеним мануелним мењачем. У напреднијим варијантама имамо мотор од 1,5 литара са четири цилиндра и снагом од 130 до 150 коњских снага, као и мoтор са запремином од 2 литра од 190 коњских снага.
Сеат Леон четврте генерације има у понуди и хибридни мотор запремине од 1,4 литра упарен са електромотором кога опслужују батерије од 13kWh. Oва верзија мотора има аутономију од 60км у чисто електричном режиму вожње.
У овој, последњој генерацији шанског лава, по први пут се у ентеријеру појавио екран осетљив на додир дијагонале 10 инча.

## Галерија
- Леон I генерација
- Леон II генерација
- Леон III генерација
- Леон IV генерација